# Sabierna
Sabierna var en reell eller fiktiv etnisk-religiös grupp i Mellanöstern, omnämnd i Koranen, och ibland identifierad med mandéer eller utövare av den forntida religionen i Harran.

## Sabierna i Korantolkningen
Sabierna nämns i positiva ordalag i Koranens andra (2:62), femte (5:69) och tjugoandra (22:17) sura och räknas tillsammans med kristna och judar till skriftbesittarna.
Benämningens härledning och vilken grupp som åsyftas har varit föremål för debatt under lång tid, både internt bland islamiskt lärda och externt bland västerländska akademiker.

## Sabierna och religionen i Harran
När Romerska riket år 392 gjorde kristendomen till ensam statsreligion, och stängde Platons akademi år 529, överlevde hellenistisk religion och hermetism i staden Harran utanför romarrikets gränser. Denna religion förenade en monoteistisk uppfattning om Gud med föreställningar om planetgudomarna i babylonisk, grekisk och egyptisk religion, som här reducerats till änglar underställda Gud. Skrifterna i Corpus Hermeticum förefaller ha intagit en viktig roll som heliga skrifter. Khalil ibn Ahmad ansåg att de harraniska sabiernas religion gick tillbaka till profeten Noa.

## Sabierna och mandéerna
Den syrisk-arameiska glosan SB betyder bland annat "att döpa". Om en sådan etymologi är tillförlitlig skulle ordet sabier kunna syfta på mandéerna, vars ofta upprepade dopliknande ritual är en central del av religionsutövningen. I geografiska områden och under tidsperioder då den muslimska majoritetsbefolkningen identifierat mandéerna med Koranens sabier, har mandéerna kunnat åtnjuta religionsfrihet, men på andra platser under andra tidsperioder har mandéerna blivit offer för förföljelse.

## Sabierna och sabéerna
Medan den arabiska glosan för sabier inleds med bokstaven Sad, inleds glosan för sabéer med bokstaven Sin. Denna skillnad i stavning har inte förhindrat förväxlingar mellan de båda grupperna.

## Källhänvisningar
1. ↑  Mandéer i Nordisk familjebok (andra upplagan, 1912)